# Davide Rebellin

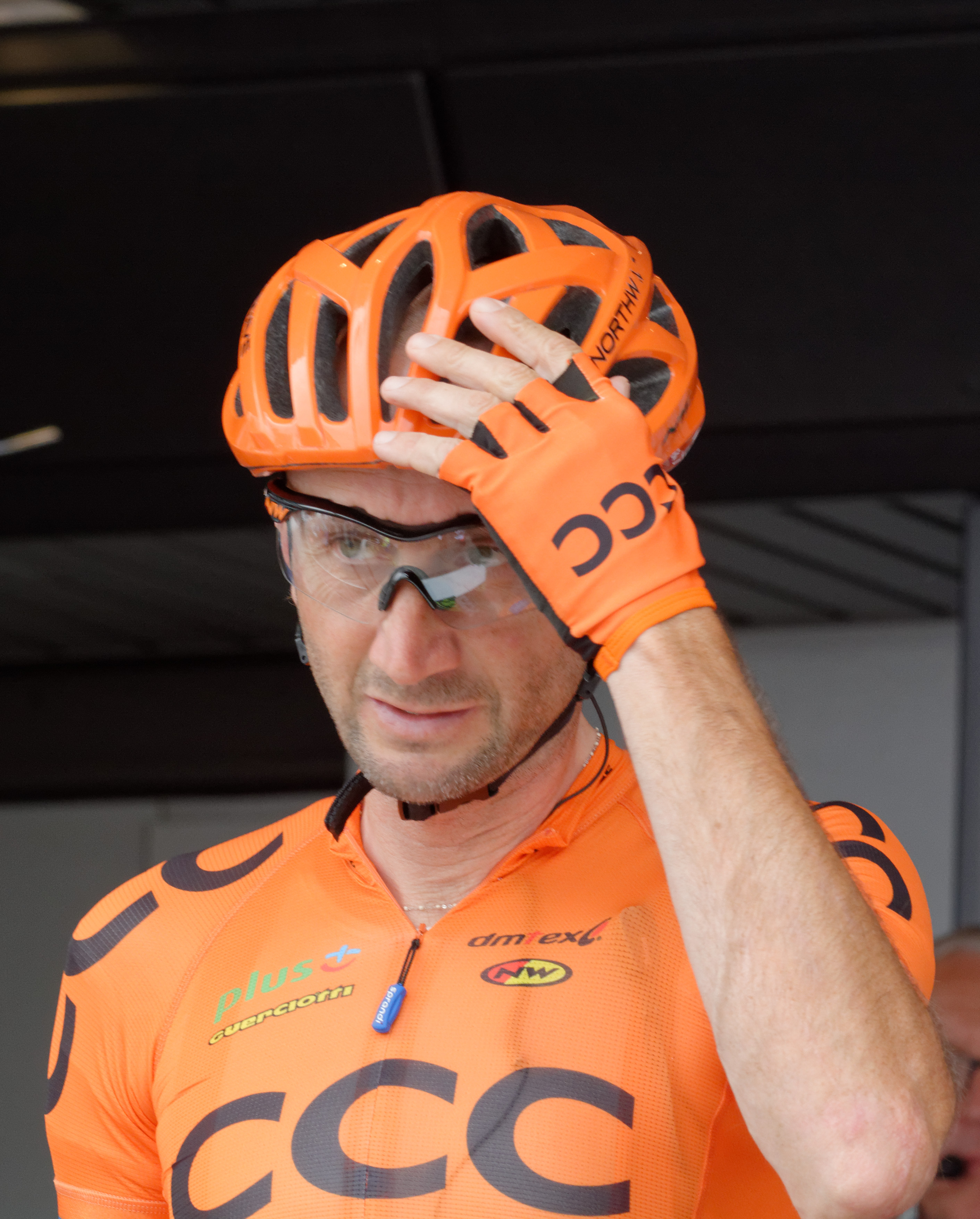
Rebellin tijdens de Ronde van Zwitserland (2015)

Davide Rebellin (San Bonifacio, 9 augustus 1971 – Montebello Vicentino, 30 november 2022) was een Italiaans wielrenner. De oudere broer van Rebellin, Simone Rebellin, was ook profwielrenner.

## Carrière
Rebellin had als specialiteit de heuvelklassiekers zoals de Amstel Gold Race en Luik-Bastenaken-Luik, maar hij kon ook tijdrijden en klimmen. In 2004 werd hij de vierde renner in de geschiedenis die de beide Ardennen-klassiekers (de Waalse Pijl en Luik-Bastenaken-Luik) in hetzelfde jaar wist te winnen. Alleen Stan Ockers (in 1955), Eddy Merckx (in 1972) en Moreno Argentin (in 1991) gingen hem hierin voor. Rebellin onderscheidt zich van deze renners doordat hij in dezelfde week in april 2004 ook nog de Amstel Gold Race wist te winnen. In 2011 overtrof de Belg Philippe Gilbert deze prestatie door naast deze drie klassiekers ook de semiklassieker de Brabantse Pijl te winnen.
Uit onvrede met zijn niet-selectie voor de olympische wegrit in Athene wilde Rebellin zich laten naturaliseren tot Argentijn, maar dit bleek te laat echter om nog deel te nemen aan de Spelen. Rebellin besloot vervolgens toch op een Italiaanse licentie te blijven rijden. Voor de wegrit tijdens de Spelen van 2008 werd hij wel geselecteerd en behaalde hij op zijn 37e verjaardag een zilveren medaille.
Op 28 april 2009 werd bekend dat er bij extra controles op dopingmonsters van de Olympische Spelen van 2008 zes sporters positief waren bevonden op de nieuwe variant van epo, Cera. Het Italiaans Olympisch Comité (CONI) bevestigde een dag later dat Rebellin een van deze sporters was. Hij werd hierop voorlopig geschorst en moest zijn medaille inleveren. Op 7 juli 2009 werd ook het B-staal van de renner positief bevonden. In september werd Rebellin definitief voor twee jaar geschorst, tot april 2011.
Op 7 mei 2011 keerde Rebellin terug in het peloton in de Ronde van Madrid, onder contract bij het kleine Miche-Guerciotti. In mei 2012 tekende Rebellin bij Meridiana Kamen. Later kwam Rebellin uit voor de Poolse procontinentale formatie CCC Polkowice.
In januari 2022 kondigde Rebellin aan om aan het eind van het jaar te stoppen met de sport. Op zondag 9 oktober 2022 nam hij deel aan het wereldkampioenschap gravel, waar hij als 39e finishte. Een week later, op 16 oktober, tijdens de Veneto Classic nam Rebellin afscheid van het profpeloton.
Op 30 november 2022 kwam Rebellin tijdens een ritje met de fiets om het leven bij een ongeval met een vrachtwagen.

## Belangrijkste overwinningen
1988
3e etappe GP Rüebliland
1989
Eindklassement Driedaagse van Axel
 Wereldkampioen ploegentijdrit, Junioren
1991
2e en 5e etappe deel B Giro delle Regioni
Eindklassement Giro delle Regioni
 Wegrit op de Middellandse Zeespelen
1992
Trofeo Alcide Degasperi
1993
2e etappe deel A Hofbrau Cup (ploegenrijdrit)
Eindklassement Hofbrau Cup
1995
1e etappe deel A Ronde van de Middellandse Zee (ploegentijdrit)
1e etappe Ronde van Trentino
1996
7e etappe Ronde van Italië
1997
Clásica San Sebastián
Kampioenschap van Zürich
Klimmerstrofee
1998
Ronde van de Drie Valleien
Ronde van Venetië
1e etappe Ronde van Zwitserland
1e etappe Ronde van Wallonië
1999
2e etappe Criterium International
Ronde van de Haut-Var
Ronde van Venetië
1e etappe Ronde van de Middellandse Zee
Eindklassement Ronde van de Middellandse Zee
Ronde van Friuli
Memorial Nencini
2000
Ronde van Venetië
Memorial Turi d'Agostino
2001
Eindklassement Ronde van de Middellandse Zee
4e etappe Tirreno-Adriatico
Eindklassement Tirreno-Adriatico
GP Chiasso
Ronde van Romagna
1e en 3e etappe Ronde van het Baskenland
GP Industria & Artigianato
Memorial Fausto Coppi
2e etappe Brixia Tour
GP Industria & Commercio di Prato
2002
GP Città di Camaiore
LuK-Cup
2003
Rund um den Henninger-Turm
2e etappe Parijs-Nice
GP Industria & Commercio di Prato
2004
Amstel Gold Race
Waalse Pijl
Luik-Bastenaken-Luik
Trofeo Melinda
3e en 4e etappe deel A Ronde van Saksen
2005
1e etappe Brixia Tour
2006
1e etappe Brixia Tour
Eindklassement Brixia Tour
Ronde van Emilia
2007
Waalse Pijl
1e etappe Brixia Tour
Eindklassement Brixia Tour
2008
Ronde van de Haut-Var
Eindklassement Parijs-Nice
2009
3e en 4e etappe Ruta del Sol
Waalse Pijl
2011
Tre Valli Varesine
Trofeo Melinda
2012
2e etappe Ronde van Slowakije
2e etappe Ronde van Gévaudan Languedoc-Roussillon
Eindklassement Ronde van Gévaudan Languedoc-Roussillon
2013
1e en 4e etappe Szlakiem Grodow Piastowskisch
1e etappe Sibiu Cycling Tour
Eindklassement Sibiu Cycling Tour
2014
3e etappe deel A Sibiu Cycling Tour (ploegentijdrit)
Ronde van Emilia
2015
1e etappe deel B Internationale Wielerweek (ploegentijdrit)
3e etappe Ronde van Turkije
Coppa Agostoni
2017
1e etappe Ronde van Ijen
Eindklassement Ronde van Ijen
5e etappe Ronde van Iran
2018
3e etappe Ronde van Oranie

## Resultaten in voornaamste wedstrijden
| Jaar | Ronde van Italië | Ronde van Frankrijk | Ronde van Spanje |
| ---- | ---------------- | ------------------- | ---------------- |
| 1992 |                  |                     |                  |
| 1993 |                  |                     |                  |
| 1994 | 20e              |                     |                  |
| 1995 | 22e              |                     |                  |
| 1996 | 6e (1)           |                     | 7e               |
| 1997 |                  | 58e                 |                  |
| 1998 | 30e              |                     |                  |
| 1999 | 30e              |                     | opgave           |
| 2000 | 29e              |                     |                  |
| 2001 | opgave           |                     |                  |
| 2002 | opgave           |                     |                  |
| 2003 |                  | opgave              |                  |
| 2004 | opgave           |                     |                  |
| 2005 |                  |                     |                  |
| 2006 | opgave           |                     | opgave           |
| 2007 | opgave           |                     | opgave           |
| 2008 | opgave           |                     | opgave           |
| 2009 |                  |                     |                  |
| 2010 |                  |                     |                  |
| 2011 |                  |                     |                  |
| 2012 |                  |                     |                  |
| 2013 |                  |                     |                  |
| 2014 |                  |                     |                  |

| Jaar | Milaan-San Remo | Amstel Gold Race | Luik-Bast.‑Luik | Ronde van Lombardije | Waalse Pijl | Clásica San Sebastián | Ronde van Emilia |  | WK op de weg |
| ---- | --------------- | ---------------- | --------------- | -------------------- | ----------- | --------------------- | ---------------- |  | ------------ |
| 1992 |                 |                  |                 | 9e                   |             |                       |                  |  |              |
| 1993 | 60e             | opgave           |                 | 15e                  | 28e         | 11e                   |                  |  |              |
| 1994 |                 | 5e               | 33e             | 51e                  | 17e         |                       | 27e              |  |              |
| 1995 | 4e              |                  |                 |                      | 6e          |                       | 23e              |  |              |
| 1996 | 61e             | 31e              | 6e              | 5e                   | 10e         | 81e                   |                  |  | 8e           |
| 1997 |                 | 44e              | 25e             | 8e                   | 89e         | ↑                     |                  |  | 14e          |
| 1998 | 13e             |                  |                 | 12e                  |             | 12e                   | 6e               |  | 54e          |
| 1999 | 14e             | 27e              | 14e             |                      | 17e         |                       |                  |  | opgave       |
| 2000 | 26e             | 12e              | ↑               | 6e                   | 4e          | 7e                    | 8e               |  | 25e          |
| 2001 | opgave          | 8e               | ↑               | 30e                  | 8e          | ↑                     | Brons            |  | 32e          |
| 2002 | 27e             | opgave           | 9e              | ↑                    | 11e         | 15e                   | 5e               |  |              |
| 2003 | 76e             | 4e               | 13e             | 45e                  | opgave      | 7e                    | Brons            |  |              |
| 2004 | 168e            | ↑                | ↑               | 28e                  | ↑           | ↑                     |                  |  |              |
| 2005 | 30e             | 4e               | 11e             | 5e                   | ↑           | 13e                   | 4e               |  |              |
| 2006 | 41e             | 6e               | opgave          | 5e                   | opgave      | 43e                   | Goud             |  | 48e          |
| 2007 | 30e             | ↑                | 5e              | 5e                   | ↑           | 11e                   | Zilver           |  | 6e           |
| 2008 | 4e              | 4e               | ↑               |                      | 6e          | ↑                     | Zilver           |  | 4e           |
| 2009 | 38e             | 42e              | ↑               |                      | ↑           |                       |                  |  |              |
| 2011 |                 |                  |                 |                      |             |                       | 4e               |  |              |
| 2013 |                 |                  |                 |                      |             |                       | 12e              |  |              |
| 2014 |                 | 13e              |                 |                      |             |                       |                  |  |              |
| 2015 |                 | 29e              |                 | 30e                  |             |                       | 18e              |  |              |
| 2016 | 21e             | 80e              |                 | 54e                  |             |                       | 27e              |  |              |

### Resultaten in kleinere etappekoersen
| Jaar | Parijs-Nice | Tirreno-Adriatico | Ronde van Catalonië | Ronde van het Baskenland | Ronde van Romandië | Ronde van Zwitserland | Critérium du Dauphiné | Ronde van Polen | Critérium International |
| ---- | ----------- | ----------------- | ------------------- | ------------------------ | ------------------ | --------------------- | --------------------- | --------------- | ----------------------- |
| 1993 |             | 5e                |                     | 16e                      |                    | 8e                    |                       |                 | 21e                     |
| 1994 |             | 19e               |                     | 11e                      | 6e                 |                       |                       |                 | 20e                     |
| 1995 |             | 4e                |                     | 5e                       | 4e                 | 8e                    |                       |                 |                         |
| 1996 | opgave      |                   |                     | 10e                      | 4e                 | opgave                |                       |                 | 18e                     |
| 1997 |             |                   |                     | opgave                   | 7e                 |                       | 12e                   |                 | 34e                     |
| 1998 |             | opgave            |                     | opgave                   | 6e                 | 8e (1)                |                       |                 | ↑                       |
| 1999 |             | ↑                 |                     | ↑                        | opgave             |                       |                       |                 | 4e (1)                  |
| 2000 |             | 12e               |                     | 5e                       |                    |                       |                       |                 |                         |
| 2001 |             | ↑ (1)             |                     | opgave (2)               |                    | opgave                |                       |                 |                         |
| 2002 |             | 14e               |                     | 23e                      |                    | 27e                   |                       |                 |                         |
| 2003 | ↑ (1)       |                   |                     | 30e                      |                    |                       |                       |                 |                         |
| 2004 | ↑           |                   |                     | 15e                      |                    |                       |                       |                 | 39e                     |
| 2005 | 10e         |                   | 17e                 | ↑                        | opgave             |                       | 43e                   | opgave          |                         |
| 2006 |             | 12e               |                     | 11e                      |                    |                       |                       |                 |                         |
| 2007 | ↑           |                   |                     | 6e                       |                    |                       |                       |                 |                         |
| 2008 | ↑           |                   |                     | 11e                      |                    |                       |                       |                 |                         |
| 2009 |             | 6e                |                     |                          |                    |                       |                       |                 |                         |
| 2010 |             |                   |                     |                          |                    |                       |                       |                 |                         |
| 2011 |             |                   |                     |                          |                    |                       |                       |                 |                         |
| 2012 |             |                   |                     |                          |                    |                       |                       |                 |                         |
| 2013 |             |                   |                     |                          |                    |                       |                       | 21e             |                         |
| 2014 |             |                   | 47e                 |                          |                    | 52e                   |                       | 19e             |                         |
| 2015 |             |                   |                     |                          |                    | 26e                   |                       | 11e             |                         |
| 2016 |             | 26e               | 71e                 |                          |                    |                       |                       |                 |                         |

## Ploegen
- 1992 –  GB-MG Maglificio
- 1993 –  GB-MG Maglificio
- 1994 –  GB-MG Maglificio
- 1995 –  MG Maglificio-Technogym
- 1996 –  Team Polti
- 1997 –  Française des Jeux
- 1998 –  Team Polti
- 1999 –  Team Polti
- 2000 –  Liquigas-Pata
- 2001 –  Liquigas-Pata
- 2002 –  Gerolsteiner
- 2003 –  Gerolsteiner
- 2004 –  Gerolsteiner
- 2005 –  Gerolsteiner
- 2006 –  Gerolsteiner
- 2007 –  Gerolsteiner
- 2008 –  Gerolsteiner
- 2009 –  Serramenti PVC Diquigiovanni-Androni Giocattoli
- 2009-2011 – Dopingschorsing
- 2011 –  Miche-Guerciotti (vanaf 4-5)
- 2012 –  Meridiana Kamen Team (vanaf 12-5)
- 2013 –  CCC Polsat Polkowice
- 2014 –  CCC Polsat Polkowice
- 2015 –  CCC Sprandi Polkowice
- 2016 –  CCC Sprandi Polkowice
- 2017 –  Kuwait-Cartucho.es
- 2018 –  Sovac-Natura4Ever
- 2019 –  Sovac (tot 30 april)
- 2019 –  Meridiana Kamen Team (vanaf 1 mei)
- 2020 –  Meridiana Kamen Team
- 2021 –  Work Service-Marchiol-Vega (vanaf 20 februari)
- 2022 –  Work Service-Marchiol-Vega

Wielerploegen van Davide Rebellin
Arroyo · Baldato · Ballerini · Bomans · Ceci · Cesarini · Chioccioli · Cipollini · Gelfi · Goessens · Gusmeroli · Halupczok · Jacobs · Jaskuła · Lecchi · Moreau · Pillon · Poli · Rebellin · Rocchi · Tchmil · Van Itterbeeck · Vanzella · Verstrepen · Vona · Willems
Baldato · Ballerini · Bomans · Cesarini · Chioccioli · Cipollini · Corsi · Demol · Gusmeroli · Jaskuła · Museeuw · Peeters · Pillon · Poli · D. Rebellin · S. Rebellin · Tchmil · Vanzella · Vona · Willems · Van Lancker (stagiair)
Baldato · Bettin · Bomans · Cassani · Elli · Järmann · Loda · Museeuw · Peeters · D. Rebellin · S. Rebellin · Richard · Saligari · Sciandri · Scinto · Sørensen · Vanzella · Vona · Willems
Baldato · Bugno · Cassani · Elli · Golay ·  Järmann · Lietti · Loda · D. Rebellin · S. Rebellin · Richard · Saligari · Sciandri · Scinto · Sørensen · Vanzella · Vona
Baldinger ·
Brasi ·
Calzavara ·
Celestino ·
Chaurreau ·
Crepaldi ·
Gianetti · 
Gualdi · 
Guerini ·
Guesdon · 
Imanaka ·
Leblanc ·
Lombardi ·
Oesjakov ·
Pianegonda ·
Quaranta ·
D. Rebellin ·
S. Rebellin ·
Totschnig ·
de Vries ·
Colleoni (stagiair) ·
Sacchi (stagiair) ·
Valoti (stagiair)
Bouyer ·
Davy ·
Gianetti ·
Guesdon ·
Heulot ·
Horner ·
Jan ·
Mengin ·
Menthéour ·
D. Nazon ·
J-P. Nazon ·
Peron ·
D. Rebellin ·
S. Rebellin ·
Sciandri ·
Seigneur ·
Vanzella ·
Vogondy ·
Brard (stagiair) ·
D'Hont (stagiair) ·
Perque (stagiair)
Atienza ·
Brasi ·
Cassani ·
Celestino ·
C. Colleoni ·
Crepaldi · 
Gualdi · 
Guerini ·
F. Guidi ·
L. Guidi ·
Jaksche · 
Leblanc ·
Martinello ·
Merckx ·
Rebellin ·
Rokia ·
Sacchi ·
Salvato ·
Valoti ·
M. Colleoni (stagiair) ·
Lunghi (stagiair) ·
Pinotti (stagiair) ·
Zinetti (stagiair) 
Atienza ·
Brasi ·
Cassani ·
Cattai ·
Celestino ·
C. Colleoni ·
Crepaldi · 
Gotti ·
Goubert ·
F. Guidi ·
L. Guidi ·
Lunghi ·
Martinello ·
Nencini ·
Pelliccioli · 
Rebellin ·
Sacchi ·
Salvato ·
Valoti ·
Virenque ·
Zanette ·
Zinetti ·
Zucchi ·
M. Colleoni (stagiair) ·
Cortinovis (stagiair) ·
Sammassimo (stagiair) 
Cattai · 
Contrini · 
Dotti · 
Fedenko · 
Frattini · 
Hontsjar   · 
Marchesin · 
Marini ·
Moreni · 
Raimondi · 
Rastelli · 
Rebellin · 
Salvato · 
Spezialetti · 
Štangelj · 
Teterioek ·
Zanette · 
Zanotti ·
Bianchi (stagiair)
Bianchi · 
Bono · 
Cattai · 
Contrini · 
Dotti · 
Faresin · 
Frattini · 
Hontsjar   · 
Malberti · 
Marchesin · 
Marini · 
Raimondi · 
Rastelli · 
Rebellin · 
Salvato · 
Scalmana · 
Štangelj · 
Zanette · 
Zanotti
Betz ·
Contrini ·
Faresin ·
Hardter ·
Haselbacher ·
Lang ·
Larsen · 
Morini ·
Ordowski ·
Peschel ·
Pollack ·  
Rastelli ·
Rebellin ·
Rich · 
Ruškys ·
Schmidt ·
Scholz ·
Steinhauser · 
Strauss ·
Totschnig ·
Wegmann ·
Weigold · 
Wrolich ·
Krauß (stagiair) 
Bölts ·
Contrini ·
Faresin ·
Förster ·
Hardter ·
Haselbacher ·
Krauß ·
Lang ·
Nitsche · 
Ordowski ·
Peschel ·
Pollack ·  
Rastelli ·
Rebellin ·
Rich · 
Schmidt ·
Scholz · 
Strauss ·
Totschnig ·
Trampusch ·
Wegmann ·
Weigold · 
Wrolich ·
Zberg ·
Russ (stagiair)
Faresin ·
Förster ·
Fothen ·
Hardter ·
Haselbacher ·
Hondo ·
Krauß ·
Lang ·
Montgomery ·
Ordowski ·
Peschel ·
Pollack ·  
Rebellin ·
Rich · 
Schmidt ·
Scholz · 
Serpellini ·
Strauss ·
Totschnig ·
Wegmann ·
Wrolich ·
B. Zberg ·
M. Zberg ·
Ziegler ·
Russ (stagiair)
Förster ·
Fothen ·
Haselbacher ·
Høj ·
Hondo (tot 14/04) ·
Krauß ·
Lang ·
Leipheimer ·  
Moletta ·  
Montgomery ·
Ordowski ·
Peschel ·
Rebellin ·
Rich · 
Russ ·  
Schmidt ·
Scholz · 
Serpellini ·
Strauss ·
Totschnig ·
Wegmann ·
Wrolich ·
B. Zberg ·
M. Zberg ·
Ziegler ·
Haussler (stagiair) ·
Martin (stagiair) ·
Meschenmoser (stagiair) ·
Muck (stagiair) 
Förster ·
M. Fothen ·
T. Fothen ·
Haselbacher ·
Haussler ·
Hiekmann ·
Høj ·
Kopp ·
Krauß ·
Lang ·
Leipheimer ·  
Moletta ·  
Montgomery ·
Ordowski ·
Rebellin ·
Rich · 
Russ ·  
Scholz · 
Schumacher · 
Strauss ·
Totschnig ·
Wegmann ·
Wrolich ·
B. Zberg ·
M. Zberg ·
Fröhlinger (stagiair) ·
Keinath (stagiair) 
Förster ·
M. Fothen ·
T. Fothen ·
Fröhlinger ·
Gatto ·
Haussler ·
Hiekmann ·
Klinger ·
Kohl ·
Kopp ·
Krauß ·
Lang ·
Moletta ·  
Ordowski ·
Rebellin ·
Russ ·  
Scholz · 
Schumacher · 
Stamsnijder · 
Strauss ·
Wegmann ·
Westphal ·
Wrolich ·
Zaugg ·
B. Zberg ·
M. Zberg ·
Frank (stagiair) ·
Wagner (stagiair) 
De Bonis ·
Förster ·
M. Fothen ·
T. Fothen ·
Frank ·
Fröhlinger ·
Gatto ·
Haussler ·
Klinger ·
Kohl ·
Krauß ·
Lang ·
Moletta ·  
Ordowski ·
Rebellin ·
Russ ·  
Scholz · 
Schreck ·
Schumacher · 
Stamsnijder · 
Wegmann ·
Westphal ·
Wrolich ·
Zaugg ·
Zberg
2010–2011: Geen ploeg wegens een schorsing
Banaszek · Brożyna · Černý · Großschartner · Hirt · Honkisz · Kaczmarek · Kiendyś · Kurek · Latoń · Małecki · Marycz · Matysiak · Michajlov · Mrożek · Owsian · Paluta · de la Parte · Paterski · Pluciński · Ponzi · Rebellin · Samojlaw · Stępniak · Stosz · Szmyd · Taciak
Belmokhtar · Bille · Bouzidi · Deguide · Deriaux · Évrard · Geuens · Hamza · Karrar · Legley · H. Mansouri · I. Mansouri · Mokhtari · Rebellin · Reguigui · Stenuit · Zamparella
- Gemeinsame Normdatei: 1274390907
- Virtual International Authority File: 3307167025444853390004